# Toivo Antikainen
Toivo Antikainen, född 1898 i Helsingfors, var en finsk politiker och officer. Han hörde till Finlands Kommunistiska Partis styrelse och skapade sig en militärkarriär i Sovjetunionen. Antikainen blev känd i Finland på 1930-talet efter en mycket publicerad politisk mordrättegång där dödsstraffet krävdes som straff.

## Barndomen i Finland
Toivo Antikainen föddes i en arbetarfamilj i Helsingfors. Hans föräldrar och syskon var aktiva i arbetarrörelsen, så även Toivo påbörjade sin politiska verksamhet tidigt. Han var med i arbetarklassens ungdomsförening, Ideala förbundet, från att han var åtta och var redan som 12-åring ordförande för sin avdelning. Antikainen gick i skolan i sex årskurser. Efter sin övergång till arbetslivet arbetade han bland annat som springpojke fram till 1911, då han blev lärling hos en gardinmakare.
Antikainen, som även kallades vid sitt smeknamn "Toiska", gick med i Finlands Socialdemokratiska Ungdomsförbund (SSN) som 15-åring. 1916 valdes Antikainen till sekreterare för ungdomsavdelningen i Sörnäs och nästa år till SSN:s förbundsstyrelse. I november 1917 valdes Antikainen till ledamot i Helsingfors arbetarorganisationers riksdag och till sekreterare för Arbetarklassens verkställande kommitté. Antikainen deltog inte i inbördeskriget 1918, men han arbetade i administrativa uppgifter för de röda. I krigets slutskede flydde han, precis som många andra, till Ryska SFSR.

## Som Kommunist i Ryssland
I juni 1918 gick Antikainen med i Röda armén. På hösten närvarade han på Finlands kommunistiska partis (SKP:s) grundande möte. Antikainen var bland de första att ta examen vid Petrograds internationella krigsskolas officerskurs på våren 1919. Antikainen skickades direkt till fronten och han deltog i många slag i ryska inbördeskriget. Antikainen gick även krigsskolans fortsättningskurs och arbetade senare som lärare på skolan. Antikainen sympatiserade från början en gruppering inom SKP som kallades för "mordoppositionen". Efter de så kallade morden på Kuusinens klubb var han med och arresterade just detta gäng. Antikainen deltog också i krossandet av Kronstadt-upproret.
I januari 1922 valdes Toivo Antikainen till att leda en division på 200 man, vars uppgift det var att trycka tillbaka de vita finländare som trängt sig in i Ryska SFSR tillbaka bakom gränsen. Denna senare legendariska så kallade Kiimasjärvi-resan var del av krossandet av det öst-karelska folkupproret. Antikainens trupper erövrade den 20 januari fiendelägret genom ett överraskande anfall, vilket ledde till upprorets död. Antikainen återvände som hjälte och fortsatte sitt jobb på krigsskolan. Den militära karriären avbröts 1924 när han från röda armén till Komintern.
Antikainen valdes in i SKP:s centralkommitté år 1923 och in i det politiska utskottet två år senare. Han arbetade även som partiets generalsekreterare. Antikainen befann sig i Finland flera gånger från 1924 och framåt och han ledde SKP:s underjordiska arbete. 1930–1933 var Antikainen SKP:s representant i Komintern. Han redigerade minnessamlingen Från SKP:s kamps väg: minnen, beskrivningar och material från SKP:s 15-årsresa (1934). Han skickades till underjordiskt arbete i Finland år 1934 för att lappa ihop SKP:s organisation som skakats av gripanden.

## Fångenskap i Finland

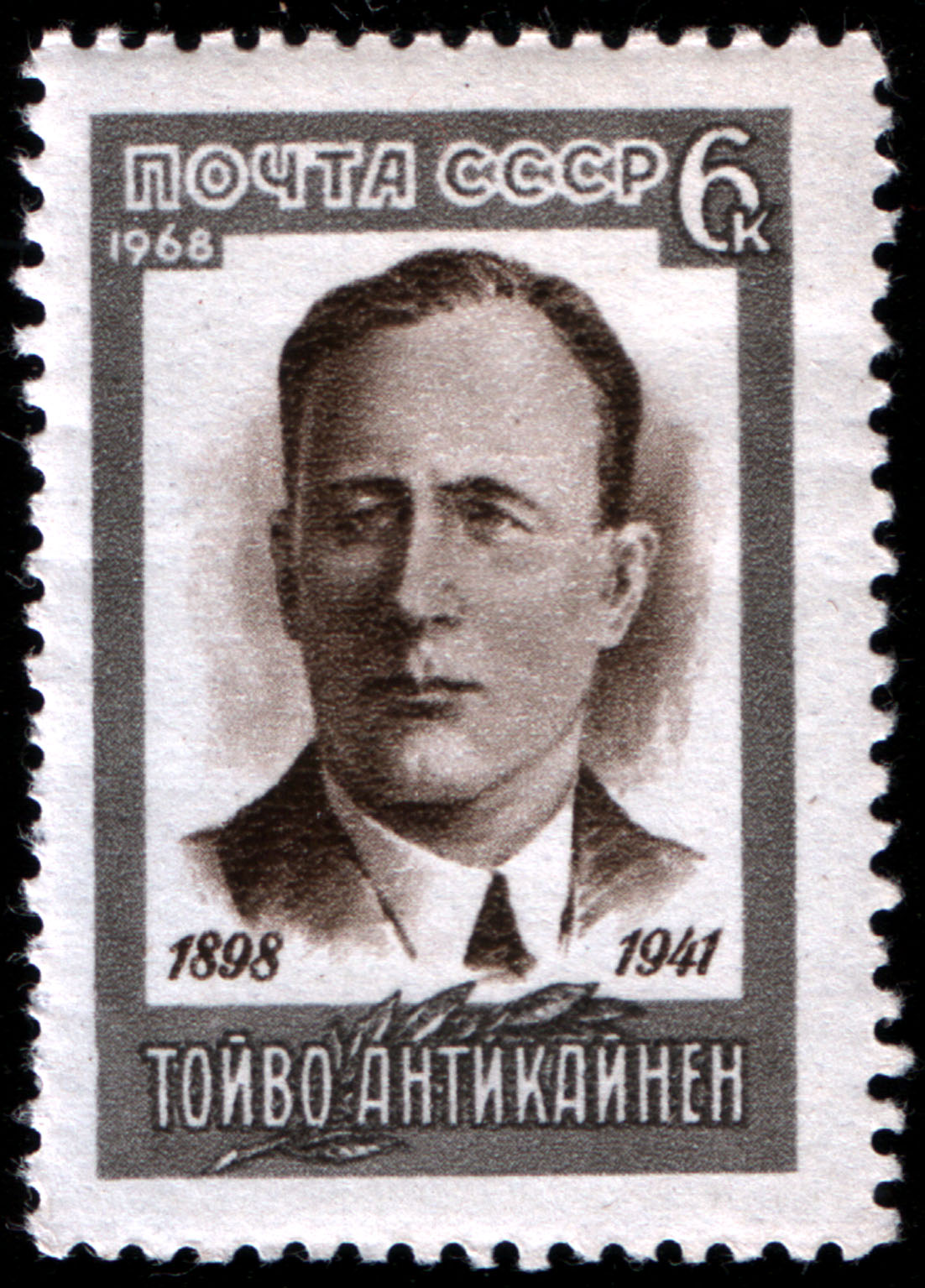
Toivo Antikainen på ett sovjetiskt frimärke från 1968.

Antikainen greps i Finland den 7 mars 1934. Rättegången, i vilken Antikainen beskylldes för förberedelse för landsförräderi, började i februari 1935 och fortsatte i över två år. Åklagare var Olavi Honka. Antikainen beskylldes även för att han skulle ha mördat frändefolkssoldaten Antti Marjoniemi, som hade blivit tillfångatagen under Kiimasjärvi-resan år 1922. Den mycket starkt politiserade mordrättegången fick otrolig publicitet eftersom högerpressen påstod att Antikainen hade gjort sig skyldig till tortyr och till och med någon sorts kannibalism i anslutning till mordet. Fallet Antikainen lyfte fram en diskussion om strafformer i Finland. En del av högern började kräva införandet av dödsstraff. Rättegången fick även internationell publicitet då finländaren fick bakom sig en internationell solidarisk rörelse, vars andra ikon var Georgi Dimitrov som satt fången i Tyskland. Internationella Röda Hjälpen (MOPR) skaffade rättslig hjälp åt Antikainen och bidrog till det att även icke-kommunistiska experter anlände för att följa rättegången. I Finland grundade liberala intellektuella en anti-dödsstraff-kommitté som bland annat samlade in 120 000 namn mot dödsstraffet. Hovrätten dömde Antikainen till åtta år i rättsanstalt för förberedelse till landsförräderi och den högsta domstolen till sist till livstids fängelse för mordet den 12 maj 1937. I sina memoarer, som publicerades decennier senare, erkände den finska KGB-officeren Toivo Vähä att han mördat Marjoniemi med en kniv på Antikainens order, men detta har inte kunnat bekräftats som sant.
I efterhand har det spekulerats att gripandet och fångenskapen i Finland räddade Antikainen undan Stalins utrensning, i vilken nästan alla ledande finska kommunister som bodde i Sovjetunionen mördades.

## Tillbaka till Sovjetunionen
I enlighet med Moskvafreden lämnades både Antikainen och Adolf Taimi till Sovjetunionen den 3 maj 1940. Efter sin återkomst började Antikainen ställa obekväma frågor om "försvunna" kamrater och – efter att sanningen uppdagats för honom – hamnade på flera månaders nervsemester. På sommaren valdes Antikainen in i Högsta Sovjeten för Nationaliteter som representant för Karelsk-finska SSR. Hösten 1941 var Antikainens uppgift att förhöra finländare som hoppat av till röda armén, varav han skulle välja ut passande kandidater till desanter. Antikainen dog i en flygolycka i oktober 1941 nära Archangelsk. Antikainen hade i Sovjetunionen kritiserat bland annat Pravdas linje och det har spekulerats om huruvida Antikainens död egentligen var en olycka. Han ligger begravd på Kegostrovön.
Den österrikiska kommunisten Ruth von Mayenburg påstod att Antikainen ska ha bott granne med henne på hotell Lux i Moskva och att Antikainen hade begått självmord genom att slänga sig ut genom fönstret på högsta våningen medan den hemliga polisen redan bröt ner hans dörr.

## Övrigt
Huvudgatorna i Petrozavodsk och Segezja är uppkallade efter Toivo Antikainen. Även i Kostomuksja finns en gata uppkallad efter honom.

## Utmärkelser
- Röda fanans orden,  1922[6]
- Leninorden[7]

[Redigera Wikidata]